# Дудунг Абдурахман
Дудунг Абдурахман (индон. Dudung Abdurachman; род. 19 ноября 1965, Бандунг, Индонезия) — индонезийский военный деятель, генерал-майор. Командующий Стратегическим резервом Сухопутных войск (Кострад) (2021—2022). Командующий военным округом «Джая» (2020—2021). Начальник Военной академии Индонезии (2018—2020).

## Биография
Родился 19 ноября 1965 года в Бандунге.
В 1988 году окончил Военную академию, после чего служил в рядах Сухопутных войск Индонезии — командовал взводом, затем ротой. В 2002—2004 годах был командиром 143-го пехотного батальона. В 2011—2012 годах — командир полка во II военном округе «Шривиджая» (охватывает южную часть Суматры).
В 2015—2016 годах — заместитель начальника Военной академии, затем занимал ряд руководящих постов в аппарате начальника штаба Сухопутных войск. В 2018—2020 годах — начальник Военной академии.
27 июля 2020 года был назначен командующим военным округом «Джая», в который входит столица страны — город Джакарта с окрестностями. В конце 2020 года поддержал решение властей страны о запрете, радикальной исламистской организации Фронт защитников ислама (ФЗИ), сделав серию резких заявлений против деятельности ФЗИ. По его приказу военнослужащие военного округа «Джая» начали срывать со стен листовки и плакаты ФЗИ, что вызвало неоднозначную реакцию в СМИ.
25 мая 2021 года был назначен на должность командующего Кострад.

## Воинские звания
- Второй лейтенант (1988)
- Первый лейтенант (в начале 1990-х)
- Капитан (1995)
- Майор (1998)
- Подполковник (2002)
- Полковник (2010)
- Бригадный генерал (2015)
- Генерал-майор (2018)